# Lyra (Zupfinstrument)

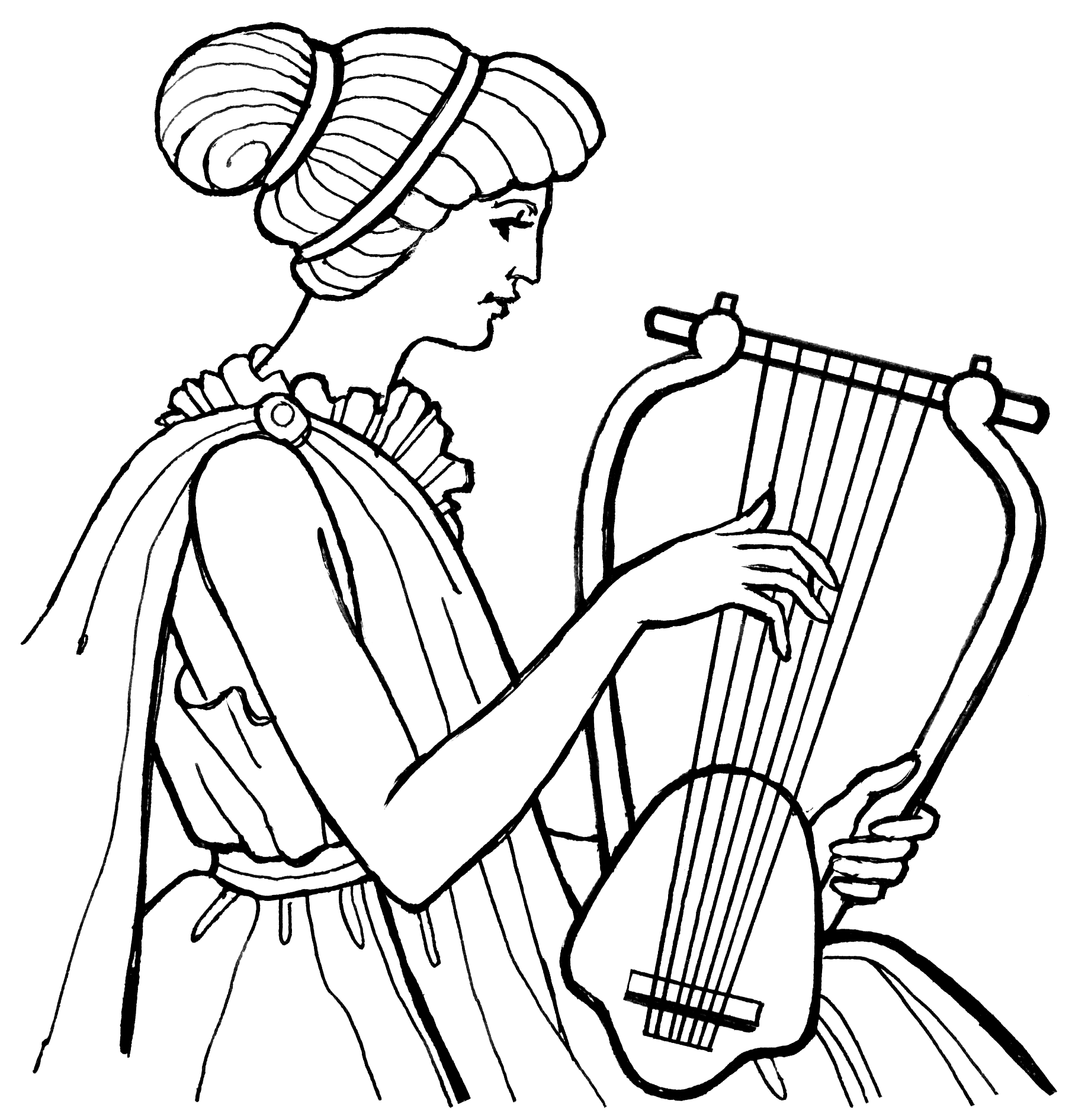
Lyraspielerin

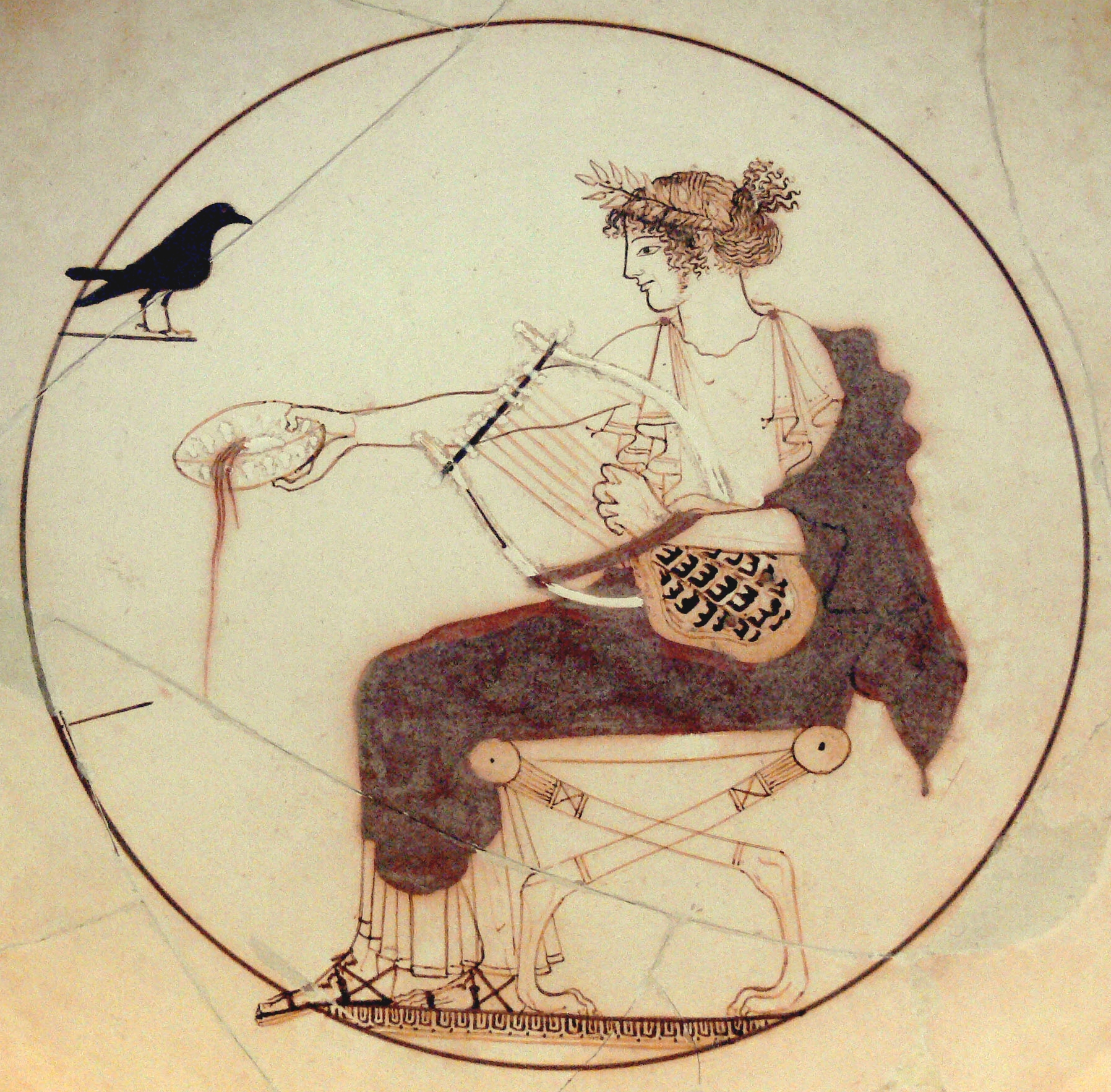
Apollo und Lyra

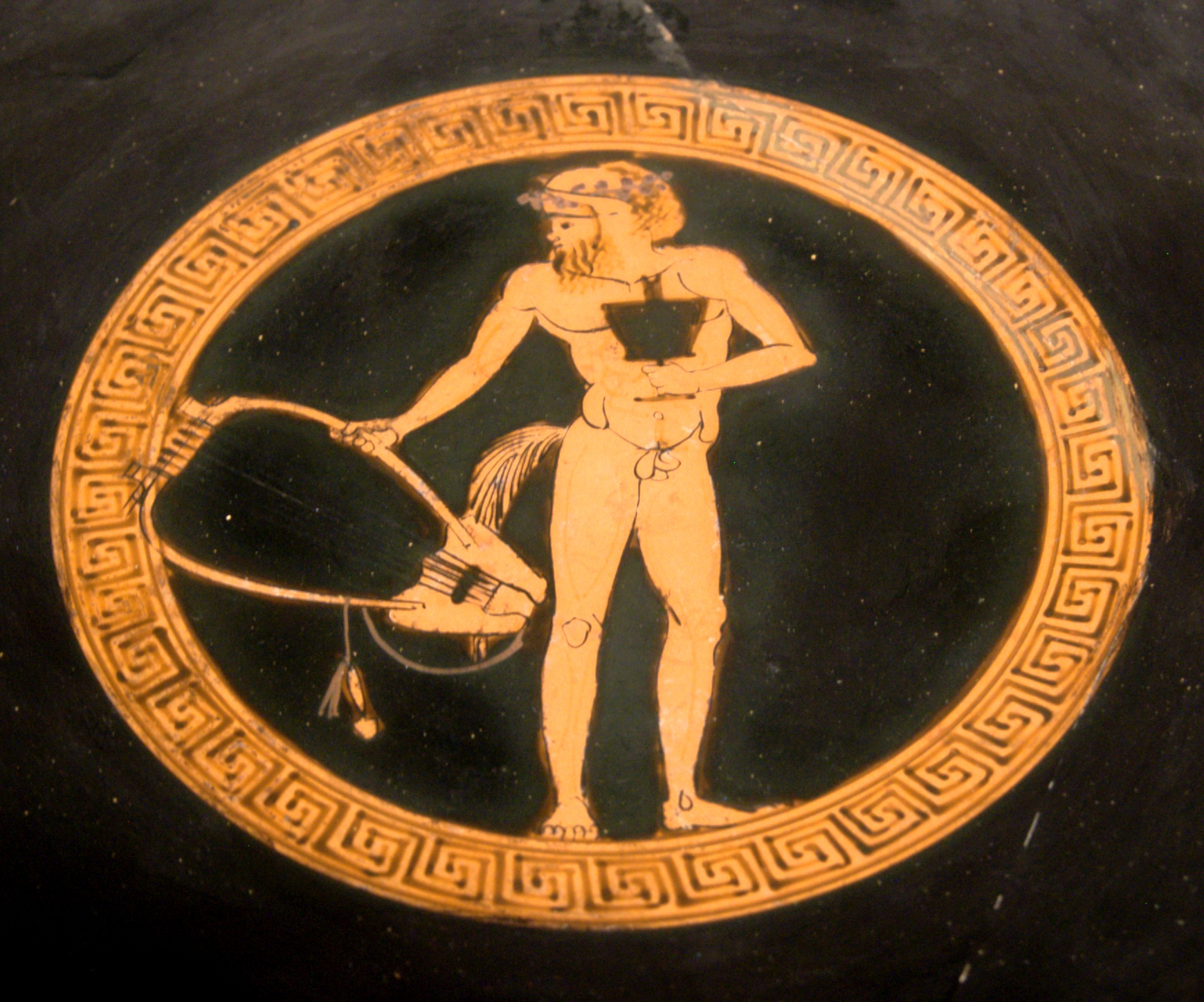
Satyr mit Lyra

Die Lyra (altgriechisch λύρα) ist ein antikes Saiteninstrument aus der Familie der Leiern (Jochlauten), das ab dem 8. Jahrhundert v. Chr. abgebildet wurde. Im Unterschied zur Kithara hat die Lyra keinen Fuß.
Die Anzahl der Darmsaiten änderte sich mit der Zeit von zunächst 3–4 auf später 7 oder selten 8 Saiten. Sie sind in einer Ebene zwischen Korpus und oberer Querstange gespannt.
In der griechischen Mythologie stahl der junge Gott Hermes eine Herde heiliger Kühe von Apollon. Um nicht verfolgt zu werden, zog er seine Schuhe verkehrt herum an und trieb die Kühe rückwärts. Apollon, der den Spuren folgte, konnte die Herde zunächst nicht finden. Auf dem Weg fand Hermes einen Schildkrötenpanzer, spannte die Därme einer geschlachteten Kuh darüber und erschuf so die Lyra. Apollon fand dies heraus, beschwerte sich bei Zeus, versöhnte sich aber mit Hermes, als er den Klang der Lyra hörte. Hermes übergab ihm die Lyra und durfte dafür die Herde behalten.
Im Hellenismus war die Lyra ein Symbol der Dichter und Denker, woraus sich später der Begriff Lyrik entwickelte.
Es gab weitere Bezeichnungen für antike Leiern:
- Die Chelys (Schildkrötenleier) hatte einen Resonanzkörper in Form eines Schildkrötenpanzers und Arme in Form von Ziegenhörnern.[2]
- Die zwischen dem 7. und dem 5. Jahrhundert v. Chr. abgebildete Barbitos hatte ebenfalls einen Schildkrötenpanzer und lange, oben aufeinander zustrebende Arme. Sie wurde vor allem auf Darstellungen der dionysischen Mythologie abgebildet und z. B. von Satyrn gespielt.[3]

In der zeitgenössischen griechischen und dalmatischen Volksmusik versteht man unter Lyra ein violinenähnliches Streichinstrument mit drei oder vier Saiten.